# Haizing (Büchlberg)
Haizing ist ein Gemeindeteil von Büchlberg im niederbayerischen Landkreis Passau.
Der Weiler hat insgesamt 22 Einwohner.
Bis 1949 gehörte der Ort zur Gemeinde Donauwetzdorf.